# لوئیس مونتانیو
لوئیس مونتانیو (اسپانیایی: Luis Montaño‎؛ زادهٔ ۱۱ اوت ۱۹۵۰) بازیکن فوتبال اهل کلمبیا بود.
از باشگاه‌هایی که در آن بازی کرده است می‌توان به باشگاه فوتبال سانتا فه اشاره کرد.